# El Monte (ort i Chile, Región Metropolitana de Santiago, Provincia de Talagante, lat -33,68, long -70,98)
El Monte är en ort i Chile.   Den ligger i provinsen Provincia de Talagante och regionen Región Metropolitana de Santiago, i den mellersta delen av landet, 40 km sydväst om huvudstaden Santiago de Chile. El Monte ligger 300 meter över havet och antalet invånare är 23 090.
Terrängen runt El Monte är kuperad åt nordväst, men åt sydost är den platt. Runt El Monte är det tätbefolkat, med 257 invånare per kvadratkilometer.. Närmaste större samhälle är Peñaflor, 12,9 km nordost om El Monte. 
Trakten runt El Monte består till största delen av jordbruksmark.